# Flourishing
Flourishing è il quarto EP della cantante e ballerina sudcoreana Chungha.
Distribuito da Stone Music, l'EP è stato pubblicato da MNH Entertainment il 24 giugno 2019.

## Descrizione
L'EP è composto da cinque tracce, tra cui il singolo Snapping, uscito lo stesso giorno.

## Tracce
1. Chica – 3:12 (VINCENZO, Any Masingga, Anna Timgren, Fuxxy)
2. Young In Love – 3:18 (testo: Baek Ye-rin – musica: Baek Ye-rin, Cloud)
3. Call It Love – 4:01 (Shim Eun-ji)
4. Flourishing – 3:15 (Chungha, VINCENZO, Anna Timgren)
5. Snapping – 3:33 (testo: Park Woosang, Sola – musica: Park Woosang)

## Classifiche
| Classifica (2019) | Posizione massima |
| ----------------- | ----------------- |
| Corea del Sud     | 6                 |